# Anguilla anguilla

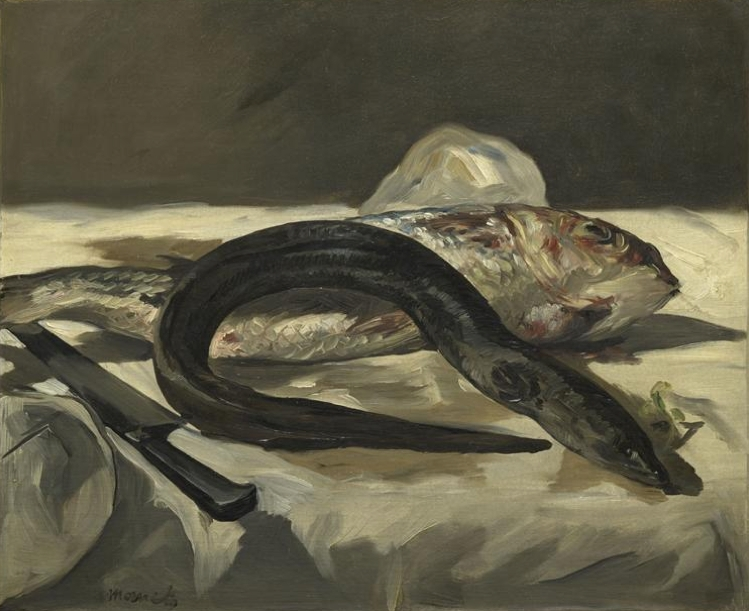
Édouard Manet, 1864

Anguilla anguilla (Linnaeus, 1758) é uma espécie de enguia europeia que se reproduz no Mar dos Sargaços. É uma espécie de peixe eurialino (suporta variações acentuadas do nível de sal na água) e catadrómico (cresce no rio e desova no mar). Os adultos migram para o Mar dos Sargaços morrendo após a reprodução. As larvas regressam às zonas costeiras onde se metamorfoseiam em enguias de vidro que migram para as águas interiores onde crescem.

## Nome Comum
Enguia-europeia (ou simplesmente enguia , angula (quando pequena) , angulha (quando pequena) , civela (quando pequena), brasino  (quando pequena), enguia-macha (macho), machinho (macho), eiró , iró , anguia, enguia-de-vidro (quando pequena) , loura (quando pequena), enguia-prateada (quando sexualmente madura), meixão (quando pequena) , traça (quando pequena).

## Estatuto de Conservação
Globalmente é considera em perigo crítico (CR). 

Em Portugal é considerada em Perigo (EN).

## Protecção legal
Dec. Lei 312/70 de 6 Julho (Lei da Pesca) 

Dec. Lei 44623/62 de 10 Outubro (Lei da Pesca) 

Lei nº 2097 de 6 de Junho de 1959

## Historia Evolutiva
Os fósseis de enguia mais antigos têm 100 milhões de anos (são do tempo dos dinossauros, portanto) e foram encontrados no Sul de França e no Líbano, oriundos da Mesogea, o mar ancestral do qual o Mediterrâneo surgiu, e que ligava o Atlântico ao Pacífico.

Dois grupos de enguias derivam da espécie ancestral, a Anguilla ancestralis: as dezassete espécies modernas da bacia Indo-Pacífica e duas do Atlântico. Todas a enguias mantiveram o mesmo ciclo de vida: nascem em águas quentes marinhas, vivem e morrem em água doce. A Anguilla atlantidis surgiu no Mar dos Sargaços, no Oceano Atlântico primordial, que era menor do que agora. Estas enguias atingiam à deriva as costas Norte-Americana e Europeia, do que resultaram a enguia norte-americana (Anguilla rostrata) e a enguia europeia (Anguilla anguilla), que diferem apenas quanto ao número de vértebras (as europeias possuem cento e quinze vértebras e as norte-americanas cento e sete). A expansão do Oceano Atlântico aumentou a distância entre a costa Europeia e o Mar dos Sargaços, tendo a enguia europeia que regressar ao Mar dos Sargaços para  procriar.

## Morfologia

### Morfologia Externa
A enguia caracteriza-se pelo seu corpo serpentiforme, cilíndrico na parte anterior e comprido na parte posterior, estreitando-se na região caudal. A cabeça é larga e no focinho evidenciam-se orifícios nasais em forma de tubo, olhos pequenos e redondos. Possui escamas muito pequenas, quase imperceptíveis a olho nu, embebidas no tegumento, bem como barbatanas peitorais, dorsal e anal, mas não possui barbatanas pélvicas. O seu maxilar inferior é mais longo do que o maxilar superior, contrariamente ao safio, com o qual se costuma confundir. Deslocam-se na água ondulando o corpo com o auxílio da barbatana dorsal que se liga à anal, formando uma única barbatana.

Os indivíduos adultos têm o dorso verde-acastanhado e o ventre amarelado, constituindo o grupo das chamadas “enguias douradas”. Estas características alteram-se para negro e prateado, respectivamente, com a aproximação da maturidade sexual, sendo então designadas por “enguias prateadas”. Atingem os 150 cm de comprimento e os 10 Kg de peso.

### Morfologia Interna
Os dentes são pequenos, dispondo-se em várias filas nas maxilas e no palato.

### Dimorfismo Sexual
As fêmeas crescem, de modo geral, até aos 150 cm de comprimento. Os machos atingem apenas os 50 cm.

### Espécies Semelhantes
Espécie difícil de confundir quando em água doce.

No, entanto, na durante a metamorfose que sofre ao percorrer o oceano, pode confundir-se com as seguintes espécies: Anguilla rostrata (enguia americana), Anguilla interioris, Anguilla obscura, Anguilla megastoma, Anguilla mossambica, Muraena helena (moreia), Conger conger (safio).

## Ecologia

### Actividade
Durante o dia as enguias permanecem em abrigos, enterradas no sedimento, debaixo de rochas ou raízes de árvores, onde estão protegidas da luminosidade e dos predadores. Tornam-se activas ao entardecer.

### Hábitos Alimentares
A Anguilla anguilla é uma espécie carnívora. Os adultos alimentam-se de peixes, crustáceos, larvas de insectos e cadáveres de outros seres marinhos. Com a maturidade sexual, o tubo digestivo regride e cessa a actividade alimentar.

Ciclo reprodutivo da espécie Anguilla anguilla

### Reprodução
Ocorre no Mar dos Sargaços, em profundidades de 300 a 450 metros e a uma temperatura média de 20°C e uma pressão de cerca de 4 atm, na Primavera do Hemisfério Norte. As fêmeas põem de entre 1,3 e 1,5 milhões de ovos, que demoram cerca de mês e meio a eclodir. Os ovos dão origem a pequenas larvas designadas por “leptocéfalos”, pequenos seres achatados e transparentes, que ascendem lentamente à superfície no início do Verão, sendo arrastadas pela Corrente do Golfo através do Atlântico, durante cerca de três anos, até atingirem o litoral europeu. Com a aproximação às águas doces, os leptoéfalos, então com cerca de 8 cm de comprimento e 0,3 gramas de peso, sofrem uma metamorfose, passando a constituir os “meixões” ou “angulas”. Nesta fase, já com barbatanas peitorais e coloração mais escura, são boas nadadoras, procurando rios e estuários, que atingem em cardumes.

Pensa-se que os machos voltam ao Mar dos Sargaços após 4-5 anos de estadia em água doce, e as fêmeas só após 6-7 anos. Ainda assim, há machos e fêmeas que permanecem nas ribeiras até 12 e 24 anos, respectivamente. As enguias “amarelas” transformam-se então em enguias “prateadas”, sexualmente maduras. Chegado o Outono, lançam-se no oceano, de retorno ao Mar dos Sargaços, que atingem após 6 meses de viagem, durante a qual não se alimentam. Uma vez no seu destino, dedicam-se à procriação, acabando, segundo se pensa, por morrer. As larvas voltam ao continente depois de 11 meses a 7 anos de estarem no mar.

### Comunicação
Alguns estudos realizados através do estímulo artificial da maturação sexual da enguia sugerem a existência de comunicação química entre enguias no processo de maturação e machos imaturos que leva ao estímulo do desenvolvimento das gónadas, apesar das hormonas envolvidas no processo não terem ainda sido identificadas.

### Inimigos Naturais
De entre os inúmeros predadores das enguias, contam-se a lontra, o golfinho, o tubarão e o polvo.

### Longevidade
Podem viver entre 2 a 50 anos, sendo o valor médio próximo dos 20 anos.

### Habitat
Migradora catádroma, a enguia tem dois períodos de vida distintos: um no mar e outro nas águas doces ou interiores. Em Portugal, a entrada nos estuários parece verificar-se ao longo de todo o ano. Habita preferencialmente em locais de águas bem oxigenadas e pouco frias, com fundos de areia, lodosos ou com densa vegetação submersa. A enguia passa quase toda a sua fase adulta nos rios e estuários europeus, fixando-se os machos nos estuários e as fêmeas mais acima, migrando para montante. A fase de permanência em água doce pode durar entre 6 e 12 anos, no caso dos machos, ou entre 10 e 20 anos, no caso das fêmeas. Findos estes anos de permanência, empreendem o regresso ao Mar dos Sargaços, para a reprodução.

## Distribuição
A enguia pode encontrar-se no Atlântico, de Marrocos até ao Norte da Escandinávia e Islândia, no Mediterrâneo e no Mar Negro. Ela penetra a quase totalidade dos cursos de água portugueses.

## Factores de Ameaça
- Captura excessiva, tanto na fase de meixão como na fase adulta, por ser uma espécie com elevado valor comercial;
- Obstáculos à migração (barragens, açudes, etc.);
- Exploração furtiva intensa nas zonas estuarinas;
- Poluição industrial;
- Poluição urbana;
- Poluição agrícola;
- Poluição pecuária.

## Medidas de Conservação
- Criação de acções de fiscalização para desactivação do mercado negro associado ao circuito comercial do meixão;
- Criação de épocas de defeso para as enguias prateadas;
- Sensibilização das comunidades piscatórias para a necessidade de serem rigorosas na declaração dos quantitativos das suas capturas, de modo a conhecer a situação real e poder concretizar medidas de gestão apropriadas à conservação da espécie;
- Gestão das pescas;
- Implementação das medidas contempladas nos vários planos de ordenamento do território;
- Promoção das recuperação de habitats;
- Controlo da poluição;
- Controlo da extracção de inertes;
- Restabelecimento da livre circulação da espécie nos ecossistemas dulciaquíolas;
- Estabelecimento de programas de monitorização dos efectivos de meixão e enguias prateadas, visando conhecer a relação entre o recrutamento e o contributo para o efectivo reprodutor e acompanhar a sua evolução;
- Coordenar as medidas de conservação adoptadas a uma escala europeia, uma vez que se trata de um recurso partilhado e cujas tendências populacionais devem, necessariamente, ser analisadas numa perspectiva mais alargada.

## Informação de interesse
Müller, U. K., Smit, J., Stamhuis, E. J., and Videler, J. J. (2001) How the body contributes to the wake in undulatory fish swimming: flow fields of a swimming eel (Anguilla anguilla), J. exp. Biol 204, 2751-2762.[ligação inativa]

Colombo, G., Grandi, G., and Rossi, R. (1984) Gonad differentiation and body growth in Anguilla anguilla L, Journal of Fish Biology 24, 215-228.

Vøllestad, L., Jonsson, B., Hvidsten, N., Naesje, T., Haraldstad, Ø., and Ruud-Hansen, J. (1986) Environmental factors regulating the seaward migration of European silver eels(Anguilla anguilla), Canadian Journal of Fisheries and Aquatic Sciences 43, 1909-1916.